# Louis Milon

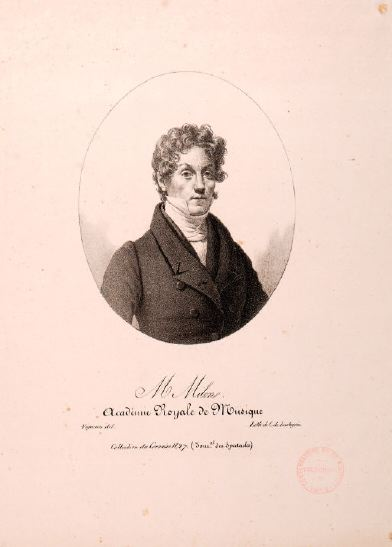
Louis Milon

Louis-Jacques-Jessé Milon (* 1766; † 25. November 1845 in Neuilly-sur-Seine) war Tänzer, Choreograf und Pantomime.
Milon war Premier Danseur an der Académie royale de musique in Paris. Danach wurde er ein äußerst erfolgreicher Ballettmeister am Théâtre de l’Ambigu-Comique am Boulevard du Temple. Später wurde er an der Seite von Pierre Gardel Ballettmeister an der Pariser Oper, wo er von 1790 bis 1826 zahlreiche Ballette schuf, die an den wichtigsten Bühnen Europas aufgeführt wurden. Neben seiner Tätigkeit als Choreograf war er auch einer der letzten großen Lehrer für die Pantomime als Ballettversion der Commedia dell’arte.
In seinen Werken stützte er sich auf das Talent der französischen Tänzerin Émilie Bigottini.

## Werke
- Pygmalion, 1789
- Les Noces de Gamache, 1801
- Lucas et Laurette, 1803
- L’Enlèvement des Sabines, 1813
- Nina ou la Folle par amour, 1813
- L’Épreuve villageoise, 1815
- Le Carnaval de Venise, 1816
- Clari ou la Promesse de mariage, 1820

| Personendaten    | Personendaten                                   |
| ---------------- | ----------------------------------------------- |
| NAME             | Milon, Louis                                    |
| ALTERNATIVNAMEN  | Milon, Louis-Jacques-Jessé (vollständiger Name) |
| KURZBESCHREIBUNG | Tänzer, Choreograf und Pantomime                |
| GEBURTSDATUM     | 1766                                            |
| STERBEDATUM      | 25. November 1845                               |
| STERBEORT        | Neuilly-sur-Seine                               |